# ありま号
ありま号（-ごう）は、旭川市消防本部に配備されている破壊工作車。

## 概要
2002年（平成14年）に発生した消防官の殉職事故を教訓に、10トンクラスのホイール式油圧ショベルをベースに独自開発され、2003年（平成15年）12月に納入された。名前は殉職した消防官の苗字に由来する。建物外壁に取り付けられた行灯（あんどん）や看板などの取り壊し、建物開口部から内部への放水、土砂や雪の排除、堤防の決壊時における水防工事などに活用できる車両である。
最大の特徴であるピラニアバケットにより、外壁や消火活動の障害となる看板などを破壊し、バケット先端に装着されたノズルで開口部から放水することにより、早期の火災制圧が可能となる。足回りは無限軌道ではなくホイール式で、大災害時の悪路走破性ではなく日常の消防活動での機動性を優先している。

## 殉職事故
2002年（平成14年）5月9日午前4時頃、旭川市内の飲食店で火災が発生し、旭川市消防本部南消防署等の消防車20台が出動し消火にあたった。だが、火の勢いは強く、突如モルタル外壁や看板が崩落、消火にあたっていた南消防署の有馬秀彦消防士を直撃。有馬消防士はすぐに救出されたが、蘇生後脳症により同月19日に死亡した。旭川消防初の殉職となり、2級特進で没後は消防司令補。本車の名称は、有馬消防士の名をとったものである。

## 仕様
- 形式：ZX125W（ホイール式油圧ショベル・10tクラス）
- 製造メーカー：日立建機
- 定員：2人
- 全長：7,800mm
- 全幅：2.470mm
- 全高：3.750mm
- 路上最高速度：38km/h